# Polymixis bischoffii
Polymixis bischoffii là một loài bướm đêm trong họ Noctuidae.